# サム・バンクマン＝フリード裁判
サム・バンクマン＝フリード裁判は、2023年にニューヨーク南部地区連邦地方裁判所で行われた連邦刑事裁判である。
通称SBFとして知られる金融起業家サム・バンクマン＝フリードは、2022年11月の暗号通貨取引所FTXの破綻後、詐欺と共謀の7つの罪で有罪判決を受けた。
バンクマン＝フリードの裁判と有罪判決は、米国で最も悪名高いホワイトカラー犯罪事件のひとつであり、暗号通貨市場における犯罪行為に対するビジネス界の認識を高めた。
この裁判にはいくつかの意味合いがあり、金融業者のアンソニー・スカラムーチはバンクマン＝フリードを「暗号通貨のバーナード・マドフ」と呼んだ。
この裁判はメディアの大きな注目を集め、主要な報道機関が連日報道した。
彼の会社が倒産する前、バンクマン＝フリードは「暗号通貨の申し子のような存在」
として称賛され、FTXは130以上の国際的な関連会社を擁する世界的な規模を誇っていた。
一部のコメンテーターは、暗号通貨業界全体が「彼と一緒に裁判を受けている」と述べた
が、一方でこの事件は暗号通貨ではなく詐欺に関するものだと主張する者もいた。
2023年11月の陪審員の評決を受け、2024年3月28日、バンクマン＝フリードは連邦刑務所に25年の刑を言い渡された。

## 背景
バハマに本社を置くFTXは、一時は取引高で世界第3位の暗号通貨取引所であった。
その顧客の1つであるアラメダ・リサーチもまた、バンクマン＝フリードが共同設立し過半数を所有しており、2社のCEOは2022年4月まで付き合いがあったりなかったりした。
出金の急増とその後の流動性危機を受けて、2022年11月11日、FTXと130以上の関連法人が破産を宣言した。バンクマン＝フリードはCEOを辞任し、破産手続きを管理するためにョン・J・レイ3世が後任となった。
2022年12月12日、検察当局はバンクマン＝フリードを8件の詐欺と陰謀で起訴したが、そのうちの1件はその後取り下げられた。 
その日のうちに、彼はバハマ王立警察によって逮捕され
、10日後、裁判を受けるために米国への身柄引き渡しに同意した。彼は2023年8月11日まで2億5,000万ドルの保釈金
で釈放されたが、その時点で証人改ざんの告発を受けてブルックリンのメトロポリタン拘置所に再拘留された。
二審は2024年3月に予定されており、バンクマン＝フリードは、アラメダの取引資金10億ドルを解除するために中国当局に4,000万ドルの賄賂を贈った疑惑など、さらに5つの罪に問われるはずだった。

その後、検察側は、一審の判決段階での早期解決を望む被害者の利益のために、審理を続行しないことを決定した。さらに、二審は、推奨される連邦ガイドラインの下で、バンクマン＝フリードが受ける刑期に影響を及ぼさない。

## 罪状
2023年10月の裁判で、バンクマン＝フリードは米国司法省から7つの罪状で告発された。
- 顧客に対する電信詐欺の共謀
- 顧客に対する電信詐欺
- 貸金業者に対する電信詐欺の共謀
- 貸金業者に対する電信詐欺
- 商品詐欺の共謀
- 証券詐欺の共謀
- マネーロンダリングの共謀

起訴状では、計画は2019年に始まり、アラメダの貸し手だけでなく、FTXの投資家や顧客にも嘘をついていたと主張している。
バンクマン＝フリードは、最大で110年の懲役刑になる。
バンクマン＝フリードは7つの罪状すべてに対して無罪を主張した。
バンクマン＝フリードと100回以上面会した金融ジャーナリスト、マイケル・ルイスによると、バンクマン＝フリードは「純粋に自分は無実だと思っている」
（ルイスはまた、「（検察側の証人の）何人かは私に『サムは無実だと思う』と言った」と報告している。
） Voxのライター

ケルシー・パイパーへのプライベートメッセージの中で、バンクマン＝フリードは、「個々の判断は問題ないように思えたし、最後まで彼らの金額がどれほど大きいか気づかなかった」と説明し、FTXが顧客の預金を投資していなかったという彼のツイートは、アラメダが投資していたため「事実上正確」だったと述べた。
パイパーが、「FTXはアラメダに資金を貸したばかりで、アラメダは彼らの資金でギャンブルをし、それを失ったのですか？」と質問したところ、「それがどれほどの金額なのかわからなかったので、大きな問題だとは気づかなかったのですか？」と答えた。バンクマン＝フリードは、「また、アラメダにはそれを合理的にカバーできるだけの担保があると思っていた」と答えた。

## 冒頭陳述
裁判は2023年10月3日、ニューヨーク市マンハッタンにあるダニエル・パトリック・モイニハン合衆国裁判所で、ルイス・カプラン連邦地裁判事が裁判長となって始まった。検察側はニコラス・ルース連邦検事補とダニエル・サッスーン。弁護側はマーク・コーエン弁護士が担当している。
検察側は冒頭、バンクマン＝フリードを極悪非道で貪欲な詐欺師として描いた。彼らは、彼が投資家を欺いたと主張し、FTXの顧客預金をアラメダに貸し付けることで、「何千人もの人々から何十億ドルも盗んだ」と述べた。その告発を裏付けるために、彼らはFTXの利用規約を参照し、その中で顧客に対して「お客様のデジタル資産の所有権は常にお客様に帰属し、FTX Tradingに移転することはありません。」と述べていた。
弁護側は、バンクマン＝フリードを「飲酒やパーティーをしない数学オタク」であり、「アラメダへの貸付であれ、他の顧客への貸付であれ、FTXがこれらの預金を貸し出すことを禁止する法律や規定は利用規約にはないと合理的に考えていた」と紹介した。弁護側は利用規約の別の部分に注目し、証拠金取引に従事する顧客として、アラメダはFTXから資金を借りることが許されていると主張した。
弁護側によれば、問題は、CEOであるキャロライン・エリソンによるアラメダの不適切な管理に起因していた。法廷では、エリソンはリスクの高い取引戦略を縮小するようにというバンクマン＝フリードの助言を拒否したと伝えられた。しかし検察側は、アラメダの戦略に関して、バンクマン＝フリードが「采配を振るっていた」ことを証明するつもりだった。
検察側が描いた全体像は、「嘘の上に築かれた」富と権力の蓄積であったが、弁護側は「後に破産申請する会社のCEOになることは犯罪ではない」と宣言した。

## 検察側証人

### キャロライン・エリソン
キャロライン・エリソンは、バンクマン＝フリードの会社アラメダ・リサーチの元CEOである。証言の中で彼女は、アラメダ在籍中にバンクマン＝フリードが彼女に「犯罪を犯す」よう「指示」したことを説明し、
「アラメダはFTXの顧客から数十億ドルを巻き上げ、それを自社の投資に使った」と付け加え、貸金業者への返済に充てたと述べた。
検察との協力取引の一環として、7件の詐欺と共謀の罪を認めたエリソンは、顧客資金の持ち出しを隠すために、これらの貸し手に「不誠実な」バランスシートを送ったと法廷で語った。
また、「インサイダー」がアラメダから総額約50億ドルの個人ローンを借りていることを懸念していたと証言し、「サムは、どんな条件であれ、できるだけ多くの金を借りるよう指示した」と述べた。
当初、アラメダとFTXは同じチームによって運営されていた。エリソンは法廷で、バンクマン＝フリードは早い段階で「アラメダがFTXから借りられるようなシステムを構築した」と語った。FTXが独自の銀行口座を持つ前、アラメダはFTXの顧客資金の一部を自社の銀行口座に入金し、その資金の一部を経費、ローン返済、投資に充てていた。また、アラメダはFTXに対して650億ドルの与信枠を持っており、借り入れの際に担保を設定する必要はなかったという。アラメダは一時期、FTXの最初で唯一の流動性の供給源だったが、取引所の成長とともに他の顧客も引き寄せられ、最終的にアラメダは取引の2％程度にとどまった。彼女が知る限り、アラメダの実質的に無制限の与信枠は顧客、監査役、投資家に開示されることはなかった。しかし、FTXは自らを「安全」で「監査済み」の取引所として売り出していた。エリソンはまた、アラメダがFTXのネイティブトークンの初期配布の60～70％を無料で受け取っていたことを証言した。
2021年、エリソンとバンクマン＝フリードは「10パーセンタイル」シナリオについて議論した-彼らは、少なくともこれほど悪い状況が実現する可能性は10％あると考えていた。エリソンの計算によると、さらに30億ドルのベンチャー投資を行ったが、ジェネシス・デジタル・アセットとの融資を固定期間に変更した場合、すべての融資を返済できなくなる可能性は全体で3％だった。バンクマン＝フリードはその後、エリソンにジェネシスのローンを固定期間に変更するよう依頼し、それでも投資を進めたいと言ったと伝えられている。エリソンはローンの一部を変更できただけだった。
「どんな重大な決定でも、私は常にサムに報告し、サムに従う」とエリソンは主張した。
2022年6月の暗号通貨大暴落の際、サードパーティの貸し手が融資を回収し始めたが、アラメダはすぐに返済する義務があったが、暗号資産はかなりの価値を失ったばかりだった。
エリソンは、バンクマン＝フリードがアラメダの不安定な財務状況を「大声で強く」非難したと証言し、エリソンは、「すべての投資を選択した」のは彼だったが、彼が提案したようにポートフォリオをヘッジすべきだったことを認めた。
さらに、バンクマン＝フリードが、共同CEOが去ったときにエリソンに新しい共同CEOを引き受けるよう提案したとき、彼女はその考えを拒否し、アラメダ単独のCEOであり続けた。より一般的には、彼女と彼女の共同CEOは2020年にアラメダの日常業務の多くを引き継ぎ、2021年までにエリソンは、バンクマン＝フリードがアラメダのオフィスに来るのをほとんど止めたと証言した。
彼女はまた、BinanceのCEOであるチャンポン・ジャオが破産に関与したことを批判し、彼の「本当の目的は......FTXとアラメダを傷つけることだった」と述べた。
エリソンは証言の中で、FTXが崩壊したときの「もう嘘をつく必要がなくなった」という安堵感を思い出し、泣き崩れる場面もあった。
反対尋問でエリソンは、バンクマン＝フリードがアラメダの銀行口座にある顧客資金の一部について「知らないかもしれない」と検察官に話したこと、そして「アラメダに注意を払っていなかった時期」があったことを認めた。
また、アラメダが経理を監督するために何人かの人間を雇おうとしたが、全員が辞めてしまったことも認めた。

### ゲイリー・ワン
バンクマン＝フリードの長年の友人で、FTXの元最高技術責任者（CTO）であるゲイリー・ワンも、政府と司法取引をしており、実刑に服さないことを望んでいる。2022年11月7日、FTXが「顧客資産の80億ドル不足」に直面し、顧客の引き出しが急増したとき、バンクマン＝フリードはXで「FTXは大丈夫だ。資産は大丈夫」であり、「すべての顧客の保有資産をカバーするのに十分な資金がある」と断言した。これは正確ではなかったとワンは証言したが、反対尋問では、FTXはまだ支払能力があり、流動性がないだけで、技術的には真実であると以前に検察に話したことを認めた。バンクマン＝フリードが数日後、バハマの規制当局に残りの資産の一部を引き渡す決断を下したとき、その動機は、バハマ当局が米国当局よりもFTXの支配を維持させることに寛容だったからだとされている。
2019年、ワンはアラメダが自動的に清算されることなく実質的に無制限に資金を引き出すことができるようにFTXのコードを変更していた。バンクマン＝フリードはFTXのコードを自分で書いたことも見直したこともなかったが、ワンはバンクマン＝フリードの指示で変更を行ったと証言した。しかし、ワンは、これはアラメダが取引所に流動性を提供するために必要な部分であったことを認めた。
弁護側は、エリソンが適切にヘッジしていたかどうか知らなかったと主張したにもかかわらず、アラメダを閉鎖する可能性について2022年9月のメモの中でバンクマン＝フリードが行った発言を強調することができた。

### ニシャド・シン
ニシャド・シン元エンジニアリング部長は、検察側との司法取引に応じた3人目のFTX幹部で、こちらも実刑を免れることを望んでいる。シンは、2022年9月にワンからアラメダがFTXから130億ドルを借り入れていることを知らされるまで、アラメダが顧客の資金を使用していることを知らなかったと証言した。シンはその後、バンクマン＝フリードとの面会を要請し、シンはアラメダの純資産価値（NAV）に「本当にびびった」と表明した。バンクマン＝フリードはシンに対し、アラメダの基準価額は実際には「超ポジティブ」であり、「成果物は少し不足している」が、アラメダが資産を売却し、FTXが投資家から資金を調達することで、アラメダは50億ドルを迅速に、数週間から数カ月かけて「大幅に」提供できると考えていると伝えたとされる。シンは、バンクマン＝フリードが中東での資金調達から戻った後、再度会談を要請した。シンによれば、この会合で、バンクマン＝フリードはまだ50億ドルをさらに調達できると主張していたが、アラメダが融資を返すことができる主な方法は、FTXが成功し続けることであるとも述べていた。
シンは、バンクマン＝フリードが投資、選挙寄付、有名人の推薦、不動産にいかに「巨額の資金」を「浪費」してきたかを語った。法廷で共有された例としては、カザフスタンの企業とのビットコインマイニング契約に15億ドル、

NBAバスケットボールチーム、マイアミ・ヒートのアリーナの命名権に2億500万ドル、自身と同僚が住むための3000万ドルのアパートなどがあった。シンはこの支出を「邪悪なもの」と非難し、ある投資についてバンクマン＝フリードに「価値を引き出すもの」と説明したことを報告した。反対尋問でシンは、自分が3,000万ドルのアパートの主寝室を借りたこと、顧客資金の不正使用に気づいた後、家を買うためにFTXから370万ドルを借りたことを認めた。そして、彼はもともとFTXにおけるアラメダの特権のいくつかを「顧客の役に立つ」と考えていたことを認めた。
シンはまた、2021年12月にFTXの収益を10億ドルのマイルストーンを超えるようにするためにいくつかの取引をバックデートしたことを証言した。
そして2022年11月、危機が激化するにつれて「自殺願望」を感じていたシンは、自身の債務の一部を償却するために取引をバックデートすることを提案し、それに対してバンクマン＝フリードは「それはおそらく問題ないと思う」と答えた。法廷では、シンがバンクマン＝フリードに「これは私の乱暴なわがままだが、（FTXの弁護士たちは）この取引を仕組んだのは大勢の人間ではないということを知る必要があるかもしれない。そうすれば、少なくともこの状況や他の人たちを救うためにここにいたいと思うようになると思う」と語った。バンクマン＝フリードは「そうだね」と答え、「［その価値はあるにせよ］私はそれが超利己的だとは思わないし、おそらく正しいことだと思う」と続けているのが目撃されている。

### アダム・イェディディア
免責命令の下、FTXのソフトウェア・エンジニアであるアダム・イェディディアは、2022年6月にアラメダがFTXに対して80億ドルの債務を負っていることを知ったと報告した。FTXのコードがアラメダの負債を80億ドル過大に計上していたため、バグを修正したが、その過程でイェディディアはアラメダのFTXに対する負債がまだ80億ドル残っていることに気づいた。彼はこのことをバンクマン＝フリードと話し合った、と証言したが、反対尋問では、彼がバンクマン＝フリードらに回覧した事後報告書には責任の大きさが明記されていなかったことを認めた。しかし、イエディディアにはその額が心配になるほど大きく思えたので、ある日、パドルテニスの試合の後、彼はバンクマン＝フリードに「大丈夫なのか」と尋ねたが、バンクマン＝フリードは「去年は『防弾』だったが、もう『防弾』ではない。」と答えたとされる。
11月、イェディディアは「アラメダ・リサーチがFTXの顧客の利益を債権者への借入金の返済に充てたと聞き」、辞任した。

### その他の目撃者
検察側の他の証人には、FTXの顧客であるマーク＝アントワーヌ・ジュリアード、FTXの顧問弁護士であるキャン・サン、アラメダのソフトウェアエンジニアであるクリスチャン・ドラッピ、BlockFiのCEOであるザック・プリンス、エンジェル投資家のマット・ファン、会計学の教授であるピーター・イーストン、捜査アナリストのシャメル・メドラーノ、FBI捜査官のマーク・トロイアーノ、エリオラ・カッツ、コーリー・ガディスが含まれていた。

## 弁護側証人

### サム・バンクマン＝フリード
バンクマン＝フリードの弁護団は、刑務所にいる間、ADHDのために処方された薬の服用が制限されていたことが、裁判に「有意義に参加する」妨げになっていると表向き主張していたため、バンクマン＝フリードが証言するかどうかについては臆測が流れていた。
しかし、10月27日、彼は証言台に立った。
バンクマン＝フリードの証言の主要テーマは、他の幹部が多くの決定権を持っていたこと、そして当時彼が知らなかった重要な情報があったことだった。バンクマン＝フリードによれば、アラメダの問題の多くは、エリソンが彼のヘッジング・アドバイスに従わなかったことに起因しており、ワンとシンは、FTXがアラメダに実質的に無制限の与信枠を与えた責任を負っていた。一般的に、バンクマン＝フリードは、手遅れになるまで、FTXとアラメダの間で実際にどのように資金が動いていたのか、ぼんやりとしか知らなかったと主張した。また、自分の過ちの結果、「多くの人々が傷ついた」と認め、後悔の念を表明した。彼がやりたかったのは「市場で最高の製品を作ること」だけだったと彼は言った。

#### Alamedaの"裏"の信用枠
バンクマン＝フリード氏の理解では、アラメダがFTXから借りた資金は「マージン・トレーダー」、つまり利子がつく取引所の資産から調達したものだった。「FTXは、借りた資金で何をするかについて制限を設けていなかった。「リスクが管理されていると信じる限り、つまり、資産が負債を上回っていると信じる限り、利用者が資金を引き出してマフィンを買ったり、事業経費を支払ったり、投資したり、その他に使ったりしても気にしなかった。」
FTXは、マイナスになるリスクのあるポジションを自動的に清算していた。しかし、同社の急成長はシステムに負担をかけ、最終的には大規模な不具合が発生し、エラーが修正される間、取引所は1時間停止した。同社の主要な流動性プロバイダーであるアラメダも、この過程でほぼ清算された。この事件の後、バンクマン＝フリード氏はワン氏とシン氏に、誤った自動清算を防ぐための仕組み（おそらく「アラートか遅延」）を作るよう指示した。彼らがどのような仕組みを選んだのか、彼は正確には知らなかった。結局のところ、ワンとシンは「私に相談することなく、会社を代表して決定を下す権限を与えられていた」のだ。しかし、バンクマン＝フリードはアラメダの与信枠の「おおよその」使用額を把握しており、それは「2019年には数百万ドル」、2022年には「約20億ドル」になると理解していた。

#### The fiat@ アカウント
FTXは 「オムニバス 」顧客用ウォレットを使用していた。つまり、顧客のデジタル資産はその資産用の1つの中央ウォレットに移されていた。多くの中央集権的な取引所は、顧客の資産にオムニバス口座を使用している。しかし、正味の顧客資産は利益を得るために別々の銀行口座に保管されていた。
不換紙幣は当初、アラメダやその他の決済代行業者を通じて受け取られていた。しかし、バンクマン＝フリードはそこで「何が起きているのかまったくわからなかった」と証言している。彼は、「資金が銀行口座に保管されているだけ」か、「FTXに送られている」かのどちらかだと考えていたと主張し、もしアラメダがそれらの資金を借りて使っていたのなら、アラメダがどれだけ信用を利用していたかを追跡する「info@」アカウントに記録されているはずだと主張した。

#### 会社の方針
弁護側は、FTXの2022年5月の利用規約で、先物取引を含む特定の状況において、顧客の残高を他の顧客の損失を補填するために取り戻すことができるという条項と、先物取引は「ハイリスク」であると顧客に警告するセクションに焦点を当てた。バンクマン＝フリード氏は、「（利用規約を）何度かざっと目を通した」とし、「公開後に部分的に詳しく調べた」と述べた。彼は、規制当局とのやりとり、公式のコミュニケーション、業務記録など、特定のデータを「当分の間保存する必要がある」と認識していたことを確認した。

#### 寄付と政治
「パンデミック予防がその最たるもので、将来のパンデミックに備えるために世界を助ける最も効果的な方法は政策であるという信念を持っていました」。
しかし、パンデミック予防やその他のビジネス以外の問題だけでなく、彼は暗号通貨規制について連邦議会議員と話をし（彼は米国を拠点とする小規模な独立した取引所を立ち上げていた）、政治献金の少数がFTXのビジネスに関連していたことを認めた。シンやライアン・サラーマに政治献金をするよう指示したことは否定し、政治コンサルタントを雇ったのは、効果的かつコンプライアンスに則った方法で献金したかったからだと述べた。献金の資金源は「アラメダからの融資」であったと語った。
裁判所は、アラメダが、慈善事業に寄付するために可能な限り多くのお金を稼ぐことを提唱する効果的利他主義運動のメンバーによって部分的に運営されていた商社であったことを聞いた。しかし、エリソンが入社する少し前に、「社内の2つのグループの間で激しい分裂が起こり、最終的にそのうちの1つが辞職し、資本の大半を持ち去った」。バンクマン＝フリードはまた、彼とエリソンが「哲学的」な議論をすることもあり、それはしばしばエリソンが始めたもので、彼女はたいてい何らかの「逆張り」の立場を張っていたと語っている。

#### 多額の出費
バンクマン＝フリードによると、FTXがバハマに引っ越したのは、主に完全にライセンスを取得できる場所を求めていたためで、暗号に対する完全な規制の枠組みがある国は限られていた。彼が3000万ドルのアパートに引っ越したのは、他のFTXスタッフがそのリゾートに定住し始めた頃で、大学時代の生活体験を再現したかったからだ。この大きなアパートは「オフィスから離れたオフィス」としても機能した。
豪華な宿泊施設への一般的な投資は、FacebookやGoogleからエンジニアが国を移し、代わりにFTXで働くことを奨励するためだったと彼はさらに説明した。
彼はマーケティング予算を擁護し、競合他社のマーケティング予算が収益の「100%に見える」のに対して、それは収益の10-20%に過ぎないと指摘し、Coinbaseはスーパーボウルの広告も出していた。彼が会社の顔となったのは「最初は偶然」だった-彼は「やや内向的」だった-が、大々的なマーケティングを行うことに最初はためらいがあったが、最終的にはFTXを地図に載せる上で全体的に効果的だと判断した。
バンクマン＝フリードは、イーサリアムよりも高速で安価なブロックチェーンであるSolanaへの「多額の投資」を「約20セント」で行ったことを強調した（証言当時、ソラナは約32ドルで取引されていた）。そして彼は、投資のための資金が必要なときにアラメダから個人的に借りられない「理由はない」と考えた。彼は主要なオーナーであり、アラメダは「数十億ドルの裁定ベースの利益を持っていた」と彼は述べた。しかし、ラムニク・アローラは、FTXのベンチャー取引に最も関与していた人物だったようだ。

#### 2022年5月~10月
2022年5月、暗号価格が急落した。バンクマン＝フリードは崩壊した企業の救済にあたったが、アラメダも大きな打撃を受けた。その資産の多くは暗号市場と相関関係にあったが、負債の多くはドル建てだった。ビットコインが下落するにつれて、「アラメダのNAVは、2022年6月には約400億ドルから最終的には約100億ドルまで下落した。」
2022年6月、エリソンはバンクマン＝フリードに 「アラメダは倒産したかもしれない 」と話した。彼はこれを聞いて「非常に驚き」、「かなり心配」したようで、その日の午後に予定していたワシントンD.C.への出張をキャンセルした。数時間後、ワン、シン、イェディディアは、アラメダの負債を80億ドル過大計上するバグを発見した。
エリソンはアラメダに対し、「貸借対照表を要求している金融機関に貸借対照表を送り」、要求してきた第三者金融機関に貸付金を返却するよう提案した。バンクマン＝フリードは、BlockFiに「緊急」資金を提供し、ボイジャーに少額の「緊急資本」を提供することに同意した。彼は、エリソンが「こんなもの」を送るつもりだと言っていたことは覚えているが、7つのバランスシートのそれぞれのドラフトを見た記憶はない。「詳細は覚えていない。「目を通したことは覚えているが、合理的だと思った」と述べた。
2022年7月、バンクマン＝フリードはイェディディアに、市場暴落の後、アラメダのリスクプロファイルは「まともではあったが、もはや防弾ではない」、つまり「その時点でアラメダにはある程度のリスクがあった」、そして「行動を起こさなければ、この先重大なリスクがある」ということを話したと回想している。
バンクマン＝フリード氏は法廷で、アラメダは市場暴落に対するヘッジについて「何度も」話し合っていたにもかかわらず、ヘッジをしていなかったと語った。「その後さらに暴落が続けば、アラメダは倒産してしまうかもしれないと非常に心配していました」。彼は2022年8月と9月に再びヘッジについてエリソンに話した。彼女がどう答えたか尋ねると、バンクマン＝フリードはこう答えたという。彼女はアラメダがヘッジすべきだったということに同意しました。」
2022年9月、彼はアラメダの閉鎖を検討した。アラメダはまだ取引で利益を出していたが、潜在的な新入社員が「代わりにFTXに行く」ことが一般的で、企業文化の衰退を招き、経営陣がヘッジに失敗したことでNAVの75％を失った。さらに重要なのは、エリソンが再び同じような過ちを犯すリスクだとバンクマン＝フリードは考えていた。しかし、エリソンはアラメダを閉鎖することには反対だったとされ、最終的にバンクマン＝フリードはアラメダは「まだ正味プラス価値」であると結論づけた。
ワンとニシャドは、6月の誤算は「フィアット@と呼ばれるもの」によって引き起こされたと説明していた。弁護側は2022年9月から10月にかけてバンクマン＝フリードが作成した「優先順位リスト」を表示したが、その中には「FTXで会計を正しくすること」が含まれており、バンクマン＝フリードはこのプロジェクトは数カ月に及ぶ作業であると述べた。9月の時点で議論されている最新の負債額は100億ドル。仮にその数字が正しかったとしても、アラメダのNAVも100億ドルだと考えており、さらに必要であれば担保として「手持ちのすべてを差し入れても構わない」と、バンクマン＝フリードはまだこれを「危機」とは考えていなかった。この「不換紙幣」とは、アラメダがFTXの顧客に代わって受け取った不換紙幣預金のことだった。2022年10月か11月、バンクマン＝フリードはようやく関連データベースにアクセスできるようになり、検察側の話とは逆に、そのとき初めてアラメダがFTXに総額100億ドルの債務を負っていることを知ったと主張した。彼はそれまで、アラメダのFTXに対する負債は、約20億ドルを示すinfo@アカウントに完全に反映されているという印象を持っていた。

#### 2022年11月
アラメダの貸借対照表がCoinDeskによってリークされた後、エリソンは、その貸借対照表には100億ドル以上の追加資産は含まれていないとツイートした。バンクマン＝フライドは、彼とワンがペーパーバード・エンティティーに出資していることから、これが「真実」であると信じていたと証言した。しかしその後、ライバルの暗号通貨取引所バイナンスが5億ドル相当のFTXのネイティブトークンを売却すると発表し、FTXに対する取り付け騒ぎを引き起こした。11月8日までに、バンクマン＝フリード氏は、FTXが「流動性危機から数日後に迫っているかもしれない 」と心配し、アラメダはまだ支払能力があるものの、「エラーの余地はほとんど残っていない」と述べた。彼は「FTXは大丈夫。資産は大丈夫。」という前日の朝のツイートを削除し、アラメダを清算するための長いプロセスを開始した。
バイナンスはFTXを買収する意向書に署名したが、その後手を引いた。Apolloは数十億ドルの投資を検討したとされるが、バンクマン＝フリードがfiat@アカウントによる80億ドルの負債について話すと、Apolloはそれを取り巻くコンプライアンスの枠組みについて詳しく知りたがった。バンクマン＝フリードは返答する前に、FTXの顧問弁護士であり検察側の証人であるキャン・サンに相談した。サンは、どの資産が借り入れ可能で、どの資産が借り入れ不可能であるかについて理解を示したが、それはバンクマン＝フリードの理解とほぼ一致していた。
シンの自殺の危険を考慮し、バンクマン＝フリードは同僚を安心させるためにできる限りのことを言ったが、最終的に記録は遡及されなかった。彼はシンのメッセージについて「彼が何を意図しているのか正確にはわかりませんでした」と述べ、シンに対する「うん」という言葉は、現在の危機について彼が責任を負わないと信じるなら、弁護士はおそらくシンとより快適に仕事ができるだろう、という同意の意味でしかなかったことを明らかにした。

#### 反対尋問
裁判所は、アラメダの取引決定について「意見」を提供したことを認めた後、バンクマン＝フリードが、自分はアラメダの取引から「壁で隔てられて」おり、何年も「関与」していないと主張するインタビューの抜粋を聞いた。検察側は、他のFTXの顧客と比較したアラメダについての彼の公的な描写について彼に迫ったが、彼は「アラメダは他の顧客と同じアクセス権を持っている」「アラメダは他の顧客をフロント・ランニングしていない」と人々に保証したと認めるにとどまり、スリー・アローズ・キャピタルに関連する会社が取引所において外部からの投資を担保として差し入れることも許可されていたと指摘した。また、2022年11月以前にアラメダが顧客資金を支出したことでFTXにもたらされたリスクについて、顧客に透明性を欠いたのではないかとの質問に対しては、「顧客口座の詳細を開示するのは当社の方針ではなかった」とし、「そのような質問の仕方」には同意しないと述べた。 
バンクマン＝フリードが「規制当局なんてクソくらえだ」と言ったり、暗号通貨ツイッターの人々を「馬鹿野郎ども」と呼んだりした私的な会話も提起され、バンクマン＝フリードは「彼らの一部分」について述べたに過ぎないと釈明した。
Alamedaが担保を設定することなくFTXから借り入れを行う能力について、バンクマン＝フリード氏は「それは私の理解ではなかった」と主張した。貸し手に返済するためにFTXから借り入れることが信用取引にあたるかどうか尋ねられると、「そうなる可能性があります。必要なら説明します」と答えた。2022年5月に顧客資金に穴が空いたと思うかとの質問に対しても、「穴が空くリスクは常にあると考えている」と、同様のあいまいな回答をした。しかし彼は、発効日とされる日から1年以上経ってから文書に署名したこと、そして他のすべての人の引き出しを停止した後、「短期間」バハマの顧客に資産の引き出しを許可したことを認めた。
反対尋問では、fiat@口座のことが何度も出てきた。バンクマン＝フリードは、FTXの顧客がアラメダ所有の銀行口座に不換紙幣を入金していることを知ったのは、すでにそのプロセスが進行していた後だったと主張し、アラメダ自身の資金からそれらの資金を分離するための措置を講じたと述べた。同氏は、アラメダと他の決済処理業者が技術的にFTX顧客の不換紙幣預金を使用する能力を持っていることは知っていたが、2022年9月以前は、アラメダが実際に不換紙幣を使用していたことは知らなかったと主張した。フィアット@口座について質問されたバンクマン＝フリード氏は、スタッフから「彼らは忙しいので、気が散るから質問はやめるように」と言われたことを報告した。また、イエディディアはアラメダがまだFTXに80億ドルの借金があることを「最終的には」話したと証言した。

#### リダイレクト
約1,000万件の文書と会社のデータベースが証拠開示で引き渡された。バンクマン＝フリード氏は、すべてのページに目を通したわけではないことを確認した。2022年末の50回ほどの面談での発言は覚えておらず、記憶を助ける社内文書にアクセスすることもできなかったと同氏は指摘した。また、エリソンが作成した7枚の貸借対照表の草案については、そのうちの1枚をざっと見たことしか覚えていないという。しかし、「規制当局なんかクソくらえだ」という発言は覚えており、「規制当局と協力するために行ってきた仕事が、良い規制ではなく、悪い規制を助長する結果になったかもしれないと感じた。」と説明している。

最終的にバンクマン＝フライドは、「アラメダがFTXに対して負っていた責任は、フィアット@の口座の大きさ程度だった。それが、私自身や私たちのほとんどが2022年には認識していなかった、およそ80億ドルの負債だった。」

### その他の目撃者
クリスタル・ロールはバハマを拠点とする弁護士で、これまで非刑事事件でバンクマン＝フリードの代理人を務めたことがある。彼女は、FTXが破産宣告をした翌日、バハマ当局がバンクマン＝フリードに残りの資産をバハマ証券委員会に移すよう命じ、バンクマン＝フリードはそれに協力したと証言した。金融リスク管理の専門家であるジョセフ・ピンブリーは、FTXの顧客のほとんどが、資金を他の顧客に貸し付けることができるような口座を持っていたと証言した。

### 却下された証言
バンクマン＝フリード氏は、陪審員の同席なしで宣誓し、社内弁護士と外部弁護士のフェンウィック・アンド・ウェストが、この事件の核心となるさまざまな重要な決定にどのように関与していたかを説明した。カプラン判事は、最高規制責任者のダン・フリードバーグ氏がFTXの文書保管ポリシー

をまとめたこと、正式なビジネスコミュニケーションは自動削除のないチャネルを介して行われること、そして2022年11月にバンクマン＝フリード氏が「私が見つけた場所すべてで」自動削除を無効にしたことを聞いた。バンクマン＝フリード氏は、エリソン氏のアラメダのバランスシートの7つの草案を正式なビジネス文書とは考えておらず、ビジネス関連のスプレッドシートはSignalを介して弁護士と非公式に共有されていたと述べた。カプラン氏は、FTXがアラメダを決済処理業者として使用することを許可したのは、銀行口座の申請書にダン・フリードバーグ氏の名前が記載されていたことを示され、バンクマン＝フリード氏は、フリードバーグ氏がアラメダを使用して顧客の預金を受け取ることについての話し合いに参加していたと述べた。バンクマン＝フリード氏はまた、ベンチャー投資がアラメダから直接行われることを望まない人もいるため、弁護士が彼にFTXから融資を受けて自分で投資することを提案したと説明した。さらに彼は、FTXの利用規約に基づき、アラメダは「多くの状況」で資金を借り入れることが許されていると信じていたと証言した。FTXの顧客としてのアラメダの特別な特権を認識していたかどうか追及されると、バンクマン＝フリード氏は「FTXが保有する担保または担保として機能している資産からの借り入れは許容されると信じていた」とだけ認めた。カプランは、この証言のほとんどを拒否することを決定した。
バンクマン＝フリード氏のチームが提案した最初の7人の証人は、9月にすべてカプランによって拒否された。その中には、FTXの利用規約には「いかなる不換紙幣に対する信頼の宣言も含まれておらず、契約上の債権者と債務者の関係のみを生じさせる」と証言することになっていた英国の法廷弁護士ローレンス・アッカ氏がいた。カプランは、アッカが「問題となっている契約条件の意味についての法的意見」を提供するだけなので、彼の証言は連邦証拠規則の第702条に該当しないという検察側の意見に同意した。この規則では、証人は、その専門知識が陪審員の事実問題の理解に役立つ場合、法廷で意見を述べることができると規定されている。
証人はまた、FTXの顧客が全額補償される可能性があることを意味するAnthropicの投資の成功
（表面上はバンクマン＝フリードの投資戦略がリスクの高いものではなく合理的なものであることを示している
）やバンクマン＝フリードの慈善寄付や慈善事業について証言することも禁じられた。

## 最終弁論
検察側は陪審員に対し、FTX は「被告が金儲けのために嘘と偽りの約束を土台にして作り上げた欺瞞のピラミッド」であり、破綻後に「数え切れないほどの犠牲者」を残したと述べた。検察側は、バンクマン＝フリードが陪審員に嘘をついたと主張した。「金曜日の彼の証言が、何度も何度もリハーサルされたかのように滑らかだったのを見ましたか？」
検察側は、評決は主にバンクマン＝フリードが顧客の資金がどこに流れたかをどの程度知っていたか、そしてそれが間違っていると思っていたかどうかにかかっていると主張した。主任検察官のニコラス・ルースは次のように結論付けた。「彼は金を受け取った。彼はそれが間違っていることを知っていた。それでも彼はそれをやった。なぜなら彼は、逃げて、言い逃れることができると思ったからだ。そして今日、あなたと共に、それは終わりだ。」
「すべての映画には悪役が必要だ」というのがその反論だった。被告側弁護士マーク・コーエンは、検察側は本当の証拠がなかったため、バンクマン＝フリードの性生活や容姿について話すなど、陪審員に嫌われるよう圧力をかけたと主張した。コーエンは「政府は何度もサムを悪者、怪物に仕立て上げようとしてきた」と嘆いた。
さらに「映画の世界とは違い、現実の世界では物事が混乱することがある。リスク管理が不十分なのは犯罪ではない」と述べた。幹部が金を持って逃げなかった理由、バンクマン＝フリードが何度も「公の場での尋問を受けた」理由について、弁護側は誰も「悪いことをしている」とは思っていなかったと主張した。
コーエンはまた、裁判に欠けている点を指摘した。バンクマン＝フリードが金を盗むよう、あるいは犯罪を犯すよう指示したと実際に証言した者は誰もいなかった。
最終弁論が終わると、バンクマン＝フリードは泣いているように見えた。

## 判決
陪審員は11月2日午後3時15分頃に評議を開始し、
同日5時間後に評議を終了した。バンクマン＝フリードはすべての容疑で有罪とされた。
判決後、メリック・ガーランド司法長官は「サム・バンクマン＝フリードは自分が法律を超越していると考えていた。今日の判決は彼が間違っていたことを証明している。この事件は、誰も理解できないと主張する新しい輝かしいものの後ろに犯罪を隠そうとする人々に、司法省が責任を問うという明確なメッセージを送るはずだ」と述べた。
バンクマン＝フリードの弁護団は控訴する可能性が高いと述べ、「容疑に対して精力的に戦う」つもりだと付け加えた。
バンクマン＝フリードの新たな裁判は、銀行詐欺や中国当局への賄賂など5つの罪状で同じ裁判所で2024年3月11日に開始される予定だったが、2023年6月に米国の裁判官が一部の容疑を別々に審理してほしいという検察側の要請を認めた。
2023年12月30日、検察は未解決の5つの容疑について2度目の裁判を行わないと発表した。事件の迅速な解決に対する「強い公共の利益」と、2度目の裁判で提出されるはずだった証拠がすでに1度目の裁判で提出されていたこと、そして2度目の裁判がバンクマン＝フリードの刑務所での服役期間に影響を与えないという事実を合わせて、2度目の裁判は必要なかったと主張した。
2024年3月28日、バンクマン＝フリードは連邦刑務所で25年の刑を宣告された。
裁判での有罪判決と判決後、バンクマン＝フリードは連邦受刑者登録番号37244-510を割り当てられ、ブルックリン刑務所に収監された。
FCIメンドータへの刑務所移送手続きは2024年5月22日に開始されたと伝えられている。

## 控訴
2024年4月11日、バンクマン＝フリードは有罪判決と25年の懲役刑に対して控訴した。控訴審は数年かかる可能性があると考えられている。控訴では、バンクマン＝フリードの法的権利が裁判が不公平なほど侵害されたことを第2巡回控訴裁判所に納得させる必要がある。その努力が失敗した場合、バンクマン＝フリードは米国最高裁判所に彼の事件を審理するよう要請することができる。彼の事件が最高裁判所に受け入れられた場合、バンクマン＝フリードは控訴の主張が正しいことを同裁判所に納得させる必要がある。